# José Telles da Conceição
José Telles da Conceição (* 23. Mai 1931 in Rio de Janeiro; † 18. Oktober 1974 ebenda) war ein brasilianischer Leichtathlet, der in den Sprintdisziplinen, im Hürdenlauf und in drei Sprungdisziplinen international antrat. Sein größter Erfolg war der Gewinn der Bronzemedaille im Hochsprung bei den Olympischen Spielen 1952.

## Karriere
1951 nahm José Telles da Conceição Panamerikanischen Spielen teil und belegte den vierten Platz im Hochsprung. Im Mai 1952 gewann er den ersten von zehn Titeln bei Südamerikameisterschaften: er siegte im Hochsprung mit 1,90 Meter. Im Juli 1952 trat er bei den Olympischen Spielen in Helsinki zunächst im Hochsprung an und überquerte 1,98 Meter. Damit gewann er die Bronzemedaille hinter den US-Amerikanern Walt Davis und Ken Wiesner. Drei Tage später trat José Telles da Conceição auch zur Qualifikation im Dreisprung an, schied aber mit 14,46 Meter in der Qualifikation aus.
Bei den Südamerikameisterschaften 1954 in São Paulo war er mit drei Titeln und einer Silbermedaille erfolgreichster Teilnehmer. Im Hochsprung überquerte er 2,00 Meter, dieser Meisterschaftsrekord stand bis 1971. 1955 gewann er bei den Panamerikanischen Spielen in Mexiko-Stadt mit 21,6 Sekunden im 200-Meter-Lauf und 1,91 Meter im Hochsprung zwei Bronzemedaillen, jeweils hinter zwei US-Amerikanern. 1956 ließ Conceição die Südamerikameisterschaften aus, um sich ganz auf die Olympischen Spiele in Melbourne zu konzentrieren, die erst Ende November stattfanden. Dort überquerten 22 Springer die Qualifikationshöhe von 1,92 Meter, im Finale gelangen Conceição dann nur 1,86 Meter, womit er einen geteilten 21. Platz belegte. Im 200-Meter-Lauf erreichte er das Finale und belegte in 21,3 Sekunden den sechsten Platz.
Vier Jahre nach seinen drei Goldmedaillen in São Paulo war José Telles da Conceição bei den Südamerikameisterschaften 1958 mit vier Goldmedaillen noch erfolgreicher. Bei seinem überlegenen Sieg im 200-Meter-Lauf hatte er einen Vorsprung von 0,7 Sekunden. 1960 nahm er zum dritten Mal an Olympischen Spielen teil, schied aber im 200-Meter-Lauf bereits im Viertelfinale aus.
Bei einer Körpergröße von 1,86 Meter betrug sein Wettkampfgewicht 74 Kilogramm.
Telles da Conceição wurde 1974 in Rio de Janeiro ermordet.

## Medaillen

### Olympische Spiele
- 1952
  - Hochsprung: Bronze

### Panamerikanische Meisterschaften
- 1955
  - 200-Meter-Lauf: Bronze
  - Hochsprung: Bronze

### Südamerikameisterschaften
- 1952
  - 100-Meter-Lauf: Bronze
  - Hochsprung: Gold
- 1954
  - 100-Meter-Lauf: Silber
  - 200-Meter-Lauf: Gold
  - Sprintstaffel: Gold
  - Hochsprung: Gold
- 1958
  - 100-Meter-Lauf: Gold
  - 200-Meter-Lauf: Gold
  - Sprintstaffel: Gold
  - Hochsprung: Gold
- 1961
  - 100-Meter-Lauf: Bronze
  - 110-Meter-Hürdenlauf: Silber
  - Sprintstaffel: Silber
- 1963
  - 110-Meter-Hürdenlauf: Silber
  - Sprintstaffel: Gold
- 1965
  - Sprintstaffel: Gold
  - Weitsprung: Bronze

## Bestleistungen
- 100-Meter-Lauf: 10,2 Sekunden (1957)
- 200-Meter-Lauf: 20,8 Sekunden (1955)
- Hochsprung: 2,00 Meter (1954)
- Dreisprung: 14,56 Meter (1951)